# Цінь (царство)
Цінь (IX століття до н. е. — 221 до н. е. роки) — держава у Стародавньому Китаї періодів Чуньцю і Чжаньґо. Протягом усього існування боролася з іншими державами Китаю за гегемонію. На чолі стояла династія Ін. У 221 році до н. е., підкоривши держава Ці, об'єднало Китай в першу імперію. З цього часу відома як імперія або династія Цінь.

## Історія

### Заснування
За часів утворення імперії складено легенду, що начебто предки засновника царства походили від міфічного імператора Чжуань-сюя. Втім найпевніше вони були військовими у війську Чжоу під час підкорення останнім Шан чи належали до якихось племен, що китаїзувалися й стали на службу ванам Чжоу. Також є згадки, що Елай з роду Ін був наближеним до шанського вана Чжоу-сіня. Поразка Шан відтіснила рід Ін від вищих посад.
У IX ст. до н. е. Фей, конюший володаря Сяо-вана отримав невеличке володіння в долині Цінь (на території сучасної провінції Ганьсу). На честь цієї долини володіння Фейцзи отримали назву Цінь з титулом цзи (на кшталт віконта). Перша резиденція також звалася Цінь. З розширенням володіння внаслідок постійних війн з кочівниками-жунами територія Цінь поступово розширялася. Вже наступник Фей-цзи — Цінь-цзи (правління 857—848 роки до н. е.) — за вірну службу отримав титул хоу (на кшталт маркіза). Наступні володарі — Гунбо, Цінь Чжун — протягом 840—830-х років до н. е. переважно займалися війнами з жунами, яких зуміли перемогти та частково підкорити, почавши їх китаїзацію. Цінь Чжун отримує почесну посаду дафу. Водночас багато що було перейнято у жунів. Задля кращої оборони резиденцію гунами Цінь в цей період було перенесено на пагорб Цюньцю.
Близько 821 року до н. е. син Цінь Чжуна — Гуан-хоу отримав титул гуна (на кшталт герцога), ставши Чжуан-гуном. Його наступник Сян-гун (777—766 роки до н. е.) продовжив війни з жунами. Сян-гун супроводжував на схід в нову столицю чжоуського Пін-вана, за що отримав від нього ранг чжухоу і землі на захід від гір Ціншань. Саме з цього часу остаточно закріплюється в напівнезалежному статусі уділ Цінь. Цьому сприяло послаблення чжоуських ванів в часи Східного Чжоу.

### Розвиток
Вень-гун остаточно оформив незалежний статус царства, перенісши столицю до міста Цянь. У 760-х роках до н. е. за його наказом було зведено жертовник, заснована посада літописця, що символізувало рівний статус з іншими китайськими державами. У 750 році до н. е. було завдано відчутної поразки племенам жунів, що відступили далеко на захід. Справу посилення Цінь продовжив онук Вен-гуна — Сянь-гун, що посів трон у 715 році до н. е. він переніс столицю до міста Пін'ян. Також успішно воював з жунами.
У 703 році до н. е. після смерті Нін-гуна вищі сановники царства відсторонили від влади законного спадкоємця У-гуна і передали владу Чуцзі-гуну I, синові Нін-гуна від наложниці. Йому було тоді всього 5 років. 698 року до н. е. його вбили, і влада перейшла до У-гуна. У 688 році до н. е. він відвоював у жунів області Гуй і Цзи, а в 687 році до н. е. знищив жунське держава Сяого. Протягом 677—660 років до н. е. внаслідок частої зміни володарів (Де-гун, Сюань-гун, Чен-гун) та внутрішніх заворушень Цінь припинило активну зовнішню політику.

### Гегемон
Син Де-гуна, що став правити після братів Сюань-гуна і Чен-гуна — Му-гун — активно втручався в справи і здобув повагу серед чжухоу. При ньому в якості першого міністра був Байлі Сі, колишній сановник володіння Юй, який разом з Цзянь Шу зіграли важливу роль у зміцненні та посиленні царства Цінь. Це допомогло Му-гуну в 645 році до н. е. перемогти потужне держава Цзінь. Му-гун зіграв важливу роль у поверненні цзінського Чжун Ера на трон Цзінь в 637 році до н. е. У 641 році до н. е. було захоплено царства Жуй та Лян (на захід від Хуанхе).
Втім у 632 році до н. е. Цінь стикнулося з амбіціями царства Цзінь, яке відновило свою потугу. Почалася боротьба за гегемонію між Цінь та Цзінь. Му-гун уклав союз з державою Чу проти Цзінь. У 628 році до н. е. Му-гун, як володар найбільш потужного царства, отримав титул гегемона (ба). Втім у 627 та 625 роках до н. е. війська Цінь зазнали поразок. Але 627 року до н. е. захопило держава Хуа (територія сучасної провінції Хенань). 624 року до н. е. війська Му-гуна здолати цзінську армію у битві біля Ваньгуаня. У 623 році до н. е. було завдано потужної поразки жунам, суттєво розширивши кордони царства. Але 622 року до н. е. Цінь зазнало нової поразки від Цзінь. В результаті Му-гун фактично відмовився від титулу ба, але не визнавав цього до самої смерті у 621 році до н. е.
Війни за гегемонію з Цзінь тривалий за володарів Кан-гуна, Гун-гуна, Хуань-гуна, Цзін-гуна протягом 620—537 років до н. е. 615 року до н. е. Цінь біля річки Хуанхе завдало поразки цзінському війську. У 578 році до н. е. зазнало поразки від коаліції військ на чолі із Цзінь у битві біля Цзіншуй.

### Частковий занепад
Після смерті Ай-гуна у 501 році до н. е. розпочався період нестабільності, пов'язаний з боротьбою за владу. Внаслідок цього держава було вимушено відмовитися від боротьби за гегемонію. Також втрачено на користь царства Вей землі на західному березі річки Хуанхе.
Наприкінці V ст. до н. е. починаються війни з державою Вей. При Лігун-гуні відновлюється військова активність цінської армії. держава Цінь виграло низку битв зі своїми сусідніми кочівниками. У 419 році до н. е. здійснено похід проти Вей, проте без успіху. Після смерті Лін-гуна у 415 році до н. е. Цінь входить в період занепаду. У 409, 408—403 і 387 роках до н. е. війська Вей вдиралися на землі Цінь. Війська Цзянь-гуна і Хуей-гуна II вели лише оборонні бої й у 401 та 389 роках до н. е. здійснили походи у відповідь. Гостра політична та економічна криза в правління Чуцзі-гуна II суттєво послабило державу. У 385 році до н. е. Цінь втратило на користь царства Вей землі на північ від Хуанхе.
В період правління Сянь-гуна (з 384 року до н. е.) починається поступово відновлення позицій царства. В період володарювання цього правителя відносяться включена Сима Цянем в розповідь передбачення про велике майбутнє, що чекає на Цінь. У 375 році до н. е. було проведено перший подвірний перепис населення. У війні з Цзінь в 364 році до н. е. цінські завдали суттєвої поразки у битві біля Шименя, знищивши 60 тис. воїнів супротивника. У 363—362 роках до н. е. війська Цінь намагалися захопити у Вей стратегічне місто Шаолян, проте марно.

### Реформування
У 361 році до н. е. на престол зійшов Сяо-гун, який видав наказ про запрошення в Цінь талановитих радників. З цього часу починається новий етап розвитку царства. Уродженець царства Вей, прихильник школи легистів Гунсунь Ян (згодом відомий як Шан Ян) відгукнувся на цей заклик і приїхав до Цінь. Здобувши довіру Сяо-туна, він 359 року до н. е. змінив старі закони і впровадив нові:
- були знову складені подвірні списки. П'ять сімей становили п'ятірку, а 10 сімей — десяток. Кожна з родин, що входила в п'яток або десяток, повинна була вести спостереження за іншими. Якщо будь-яка сім'я здійснювала злочин і порушувала закон, то інші повинні були повідомити про це владі, в іншому випадку вони піддавалися такому ж важкого покарання, як ті, що вчинили злочин. Таким шляхом величезне число селян, яке перебували раніше в підпорядкуванні спадкової аристократії, переходило в безпосереднє підпорядкування правителю держави, що, звичайно, мало прогресивне значення.
- усе родинне майно поділялося порівну між усіма синами, які вели самостійно своє господарство, в іншому випадку сім'я, платила подвійний податок. Такий порядок вів до підвищення виробничої активності, до знищення взаємозалежності членів родини, не давав можливості ухилятися від праці, усував трудове нерівність. Виділившись з сім'ї, кожен дбав про самого себе. Ця нова система обмежувала владу батька в сім'ї.
- кожна людина, що мала військові заслуги, діставала в нагороду титул відповідно до значення заслуги. Той, хто вчиняв злочин, піддавався покаранню в залежності від тяжкості злочину. Табель рангів, встановлена Шан Яном в Цінь поділявся на 12 ступенів. Перші вісім ступенів були цивільними загальнодоступними титулами («міньцзюе»), а з дев'ятого і вище — чиновницькими титулами («гуаньцзюе»). Селяни, які вчинили військові подвиги, отримували титули (той, хто в бою зрубав одну ворожу голову, отримував одну ступінь) і різні привілеї. Якщо представлявся випадок, вони ставали навіть середніми або дрібними землевласниками.
- нагороджували тих, хто займався хліборобством і ткацтвом, щоб вони виробляли більше зерна і тканин. Той, хто виробляв більше звичайної норми, звільнявся від трудових повинностей. Торговці, бродячі ремісники і бідняки разом з дружинами і дітьми перетворювалися владою на рабів. Політика придушення ремесла і торгівлі, що проводиться Шан Яном, перешкоджала захоплення земель купцями і лихварями, спонукала населення Цінь зосередити основні сили на землеробстві, ткацтві і війнах, і тим добувати багатство і знатність. У той же час ремесла і торгівля, що знаходилися в монопольному володінні правителя князівства, збільшували силу і багатство держави. Літератори і мандрівні вчені ставилися до розряду тих, хто займався другорядним, і їм був заборонений в'їзд до Цінь.
- усі аристократи, які не мали військових заслуг, були позбавлені своїх звань і положення. За новою системою отримання титулів кожен мав землі, садибу і рабів згідно зі своїм рангом. Це було найважливіше в реформах Шан Яна. Велике число спадкових аристократів, втративши особливі права, перетворилося в звичайні багаті сім'ї. Аристократам, які мали військові заслуги, присвоювався титул «хоу» (19-я ступінь називалася «гуаньнейхоу», 20-я — «чехоу»). «Хоу» отримували податки з землі, але були усунені від безпосередньої участі в управлінні народом. Після проведення цієї реформи в царстві Цінь, де раніше влада належала спадкової аристократії, стали панувати землевласники.

Проведення реформ викликало внутрішні конфлікти, оскільки знать та чиновництво намагалося чинити спротив, втім усе це було придушено Сяо-гуном. Втім процесом змін скористалося держава Вей, яке у 357 році до н. е. атакувало землі Цінь, завдавши останньому поразки. В результаті було втрачено міста Чжідо і Ченлу (в долині річки Вей), внаслідок цього ворог здобув плацдарм для наступу на столицю — Юеян. Втім вже у 354 році до н. е. цінські війська захопили місто Шаолян у царства Вей. Незабаром було захоплено столицю останнього — Ан'ї, але того ж року повернуто назад.
У 350 році до н. е. столицю царства було перенесено до міста Сяньян. Після цього почалася нова низка реформ Шан Яна. Було об'єднано всі маленькі міста, села і поселення в великі повіти. У царстві було створено 41 повіт — «сянь». На чолі повіту стояв начальник, який займався адміністративними справами всього повіту. Таким чином, були знищені залишки політичного впливу спадкової аристократії. Водночас було знищено межі між полями і земляні насипи на кордонах полів, визнано право кожної людини на нове розорювання землі, встановлено податок в залежності від площі землі. Також було уніфіковано міри об'єму (доу і тун), міри ваги (цюань і хен), міри довжини (чжан і чи). У всьому царстві при обміні товарів тепер використовували єдину систему мір і ваг. Крім того, заборонено жити разом батькові, синам і братам, знищивши тим самим залишки старих звичаїв племен жун і ді. Реформи, проведені Шан Яном, перетворили Цінь з відсталої держави на економічно та військово розвинену. У 337 році до н. е. спадкоємець Сяо-гуна прийняв титул вана.

### Об'єднання Китаю
Було розроблено поступово стратегію підкорення усіх сусідів Цінь, а потім об'єднання Китаю під владою династії Ін. Спочатку головним напрямком було обрано держава Вей. У 340 році до н. е. війська Цінь завдали поразки вейській армії. Володар Вей Хуей-ван залишив столицю Аньї і переніс столицю до Даляну.
Дізнавшись, про союз Чу і Ці (було спрямовано проти Цінь), Хуейвень-ван (першим з володарів Цінь прийняв титул вана у 324 році до н. е.) спрямував посланця до Чу з пропозицією розірвати відносини з Ці. За це Цінь обіцяло повернути Чу землі в Шан'юйе (в районі Сичуань і Нейсяна провінції Хенань) площею в 600 лі. Чуський володар Хуай-ван розірвав союз з державою Ці. Після цього посланець Цінь — Чжан І — повідомив, що він обіцяв тільки 6 лі, а не 600. У 332 році до н. е. Чу атакувало територію Цінь, проте остання завдало ворогові поразки, захопивши округ Ханьчжун.
У 331 році до н. е. Цінь завдало ще однієї поразки Вей, знищивши 80 тис. вояків. 330 року до н. е. Вей віддало Цінь землі, розташовані на західному березі Хуанхе, і запросило миру. У 329 році до н. е. цінські війська переправилися через річку Хуанхе і захопили Фен'інь (північна частина повіту Жунхе провінції Шаньсі) і Піші (західна частина повіту Хелюй провінції Шаньсі). В цей же час успішними були походи проти Хань.
У 328 році до н. е. Цінь захопило у Вей 15 повітів в області Шанцзюнь з місто Пуян, що було важливим землеробським центром. Тепер обидва береги Хуанхе знаходилися під владою Цінь. Того ж року в обмін на гарантії безпеки Пуяна і повернення Цзяо і Цюйво, Цінь отримало від Вей землі верхньої області Шанцзюнь із містом Шаолян, який цінці перейменували на Сяян. Починаючи з цього часу, Цінь безперервно воювало з царствами Вей і Чжао, захопивши землі, розташовані на східному березі Хуанхе, а головні сили цінських військ, вийшовши з гірського проходу Ханьгугуань, напали на держава Хань. У 322 році до н. е. Цінь захопило вейські міста Цюйво і Пінчжоу (басейн середньої течії річки Феньхе).
Результат багаторічної війни між двома великими царствами Цінь і Вей стривожив царства, розташовані на схід від гір Тайхан. Політичний діяч Су Цінь із Лоян створив у цей час свою теорію про союз «Хецзун». У 334 році до н. е. Су Цінь відвідав янського правителя Вень-хоу і розповівши про вигоду союзу «Хецзун». Вей-хоу нагородив його за це колісницями, кіньми, парчею і став укладати союзи з царствами. Царства Чжао, Хань, Вей, Ці і Чу приєдналися до цього союзу. Чжаоський ван став очільником союзу, а Су Цінь носив звання першого міністра шести царств. Союз «Хецзун» включав царства, розташовані по вертикалі від Янь до Чу, утворюючи як би єдину лінію, що з'єднувала Північ і Південь. Всі ці царства виступали проти Цінь. Завдання цього союзу полягали у взаємовигідній допомоги царств один одному в разі нападу Цінь. Цей план Су Циня створював невигідні умови для Цінь, оскільки територія шести східних царств була в п'ять разів більше території Цінь, а військ у них було в 10 разів більше. У випадку дотримання всіх умов союзу «Хецзун» це стало б великою перешкодою на шляху боротьби Цінь за об'єднання Китаю. Однак між шістьма царствами існували протиріччя, кожне з них вичікувало зручний момент, щоб атакувати іншого, тому союз цей був дуже неміцний і, проіснувавши близько 3 років, розпався. Згодом він поновлювався кілька разів, але так і не зміг зупинити наступ цінських військ.
Цінь створило свій союз «Ляньхен» по горизонтальній лінії Захід—Схід. Цінь укладало союз з будь-яким з царств, які перебували на схід від гір, і мало там найнеобхідніші сили для удару по іншим царствам в напрямку із заходу на схід.
У 318 року до н. е. царства-учасники союзу «Хецзун» уперше разом напали на Цінь, обравши головою союзу чуського Хуай-вана. Втім війська Цінь, направивши війська до проходу Ханьгугуань, розбило армію Хань, а війська інших ворогів відступили. У 317 році до н. е. армії Хань, Чжао, Вей, Янь і Ці в союзі з племенами сюнну напали на Цінь. Цінь розбило армії царств Хань і Чжао. В результаті Хань і Чжао, навіть маючи в своєму розпорядженні допомогою некитайських племен, зазнали поразки. Втім Цінь вимушено було повернути Вей місто Цюйво.
У 316 році до н. е. Цінь знищило царства Шу і Ба, ставши після цього ще більш могутнім і багатшим. У 314 році до н. е. завдано нової поразки війську Хань. У 312 році до н. е. завдано поразки царству Чу в битві біля Даньяна, захопивши область Дань і Лі. 311 року помирає Хуей-вень-ван. Його політику продовжили сини У-ван та Чжаосян-ван, що володарювали один за одним.
У 307 році до н. е. Цінь захопило у царства Хань стратегічно важливе місто Іян, завдяки чому отримало зручні позиції для ведення військових дій. Але того ж року зазнало поразки від Вей у міста Піші. Цінські війська знову переправилися через р. Хуанхе і побудували місто Усуй. У 301 році до н. е. спільно з державою Хань здійснено успішний похід проти Чу. У 299 році до н. е. було завдано нової поразки царству Чу.
Втім у 300 році до н. е. вороги Цінь перейшли у наступ проти нього. У 298 році до н. е. у битві при Ханьгу (неподалік міста Цюйво) війська Цінь зазнали поразки від Вей, Ці й Хань. У 296 році до н. е. цінські війська знову зазнали відчутної невдачі у війні з коаліцією «Хецзун». В результаті Чжао-сян-ван вимушений був віддати Хань і Вей захопленні у них протягом 303—302 років до н. е. міста.
У 293 році до н. е. у битві при Іцюе (Лунменьшань в повіті Лояі провінції Хенань) було завдано поразки військам Хань і Вей, де знищено 240 тис. ворогів. В результаті останні виявилися суттєво послаблені, а Цінь знову розширило територію, захопивши 5 міст. У 292—290 роках до н. е. внаслідок перемог над Вей було захоплені землі на схід від Хуанхе. У 291, 290 і 286 роках до н. е. велися запеклі війни з державою Хань.
У 287—286 роках до н. Цінь захопило у Вей області на північ від Хуанхе. У 286 році до н. е. було захоплено область навколо старої вейської столиці Ан'ї. У 283 році до н. е. цінські війська завдали нової поразки Вей й готувалися знищити цю державу, але тому на допомогу прийшли війська Янь і Чжао. Внаслідок цього Цінь відступило. У 282 році до н. е. було захоплено 2 міста у царства Чжао.
Після цього почалася підготовка для нападу на держава Чу. У 280 році до н. е. цінські війська напали і захопили Шаньюн (повіти Фансянь і Цзюнсянь провінції Хубей), землі па північному березі р. Ханьшуй. У 278 році до н. е. завдано удар по столиці Чу — місту Ін. Чуського війська розбіглися, а Сян-ван втік до Чень (повіт Хуайян провінції Хенань). 279 року до н. е. у царства Чу було захоплено області Янь і Ден. У 277 році до н. е. Цінь захопило у Чу округи Уцзюнь і Цяньчжун. У 277—276 і 273 роках до н. е. було здійснено успішні походи проти Вей, яке втратило 5 повітів. У 275 році дон. е. завдано поразки військам Чжао і Вей у битві біля Хуаяна (район нижньої течії річки Лошуй). Водночас цінські війська успішно діяли проти Хань.
Після послаблення Чу основний удар Цінь спрямувало проти сильного царства Чжао. У 270 році до н. е. армія Цінь почала наступ на Чжао, але була розбита в районі Яньюй (на заході повіту Уань провінції Хебей). Після цього Цінь 264 року до н. е. розпочало війну проти царства Хань. У 262 році до н. е. військам останнього завдано поразки і захоплено область Еван (повіт Ціньян провінції Хенань), відрізавши область Шандан, яка перейшла до Чжао.
У 260 році до н. е. Цінь стало вимагати у Чжао передати їй область Шандан, але зустріло відмову. У битві біля Чанпіну цінські війська завдали Чжао нищівної поразки. Внаслідок цього усе військо супротивника (близько 400 тис. вояків) було знищено. У 258 році до н. е. цінські війська оточили столицю Чжао — Ханьдан — і тримали його в облозі понад рік. Але проти Цінь виступили царства Вей і Чу, які завдали поразки Цінь. Втім вже у 257 році до н. е. війська Цінь захопили та приєднали до свого царства землі Чжен, віднявши цю область у царства Хань.
256 року до н. е. було здійснено новий напад на Хань. Того ж року за наказом Чжаосян-вана було захоплено домен Східного Чжоу, страчено Нань-вана, а дев'ять священних триніжок перевезено до столиці Цінь. Цим висунуто офіційна претензія на владу в усьому Китаї та спадкоємстві Чжоу. У 254 році до н. е. здійснено успішний похід проти Вей.
Швидка зміна володарів на троні — Сяовень-вана і Чжуансян-вана — у 250—247 роках до н. е. не дала змоги в повній мірі скористатися попередніми успіхами. У 247 році до н. е. у битві біля Хеваю цінські війська зазнали поразки від коаліції царств Хань, Вей, Чу, Янь і Чжао, внаслідок чого було втрачено землі в області Хуанхе.
Відновлення активної зовнішньої політики пов'язано з діяльністю Чжен-вана. У 246 році до н. е. в Цінь було придушено потужне повстання. Слідом за цим здійснено похід проти царства Вей. У 244 році до н. е. завдано поразки царства Хань і Вей, у яких захоплено 10 міст. У 240 році до н. е. завдано поразки Чжао, у якого захоплено важливу область Юйци. 242 року до н. е. цінські війська знову перемогли Вей, захопивши у неї 20 міст на Великій китайській рівнині. 241 року до н. е. відбито напад коаліції Хань, Чу і Чжао. У 240 і 238 роках до н. е. здійснено походи проти Вей, внаслідок чого захоплено важливі міста Цзі, Юань, Пуян і Янь. У 237 році до н. е. Чжен-ван придушив заколот на чолі із Лао Аєм.
У 236 році до н. е. завдано нових ударів по Вей. У 234 році до н. е. у битві біля Пін'яна завдано суттєвої поразки військ царства Чжао, було страчено 100 000 полонених. Втім 233 року до н. е. у битві при Фей цінські війська було переможено. Внаслідок цього Цінь змінило напрямок атак. У 231 році до н. е. Цінь почало нову війну проти царства Хань, яке у 230 році до н. е. було переможено й приєднано до Цінь. У 229 році до н. е. почато війну проти царства Чжао. У 228 році до н. е. захоплено основні землі Чжао, окрім півночі. У 226 році до н. е. війська Цінь у битві біля річки Ї завдали поразки арміям Чжао і Янь. Слідом за цим почався наступ на останнє, яке було практично повністю захоплено до 225 року до н. е., окрім півострова Ляодун. У 225 році до н. е.  під час нового походу було захоплено держава Вей.
На передодні атаки на Чу король Цінь скликав військову раду під час якої генерал Ван Дзянь, будучи досвідченим у військовій справі пояснив що для знищення Чу потрібно 600 000 солдатів. Молодий генерал Лі Сінь в свою чергу висунув ідею атакувати ворога з 200 000 армією. Король погодився на ідею другого, Ван Дзянь пішов у відставку пояснивши це важкою хворобою [4].
У 224 році до н. е. цінські війська на чолі з генералом Лі Сіном та Мен Тянем атакували північні території Чу. Спершу кампанія йшла успішно та було захоплено низку міст. Тим часом головні сили армії ворога не спішили атакувати армію Лі Сіня, вони стежили та непомітно переслідували їх. Одного дня заставши армію Цінь зненацька вони  розгромили їх. Сам Лі Сінь разом з Мен Тянем були змушені тікати назад до Цінь. Після великої поразки король Цінь особисто прийшов до Ван Дзяня з проханням повернутися та взяти армію під своє командування. Після того як король Чу дізнався про повернення Ван Дзяня до армії було мобілізовано величезну кількість населення. У 223 році до н. е. Ван Дзянь разом з генералом Мен Ву атакували Чу, згодом столицю Чу разом з королем було захоплено а всю армію було переможено а території приєднано до Цінь. У 222 році до н. е.  захоплено рештки царства Янь. У 222 році до н. е. знищено рештки царства Чжао. У 221 році до н. е.  війська Цінь виступили проти царства Ці, яке без суттєво спротиву було захоплено. В результаті завершено об'єднання Китаю (окрім невеличкого анклаву — давнього царства Вей, яке було приєднано у 209 році до н. е.). Було оголошено про утворення імперії Цінь.

## Територія

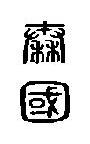
Мала печатка царства Цінь

держава Цінь знаходилося на півночі країни і сусідувало з численними кочовими племенами. Її природними межами були річка Хуанхе (на сході), гірський хребет Люпаньшань і річка Вейхе (на заході), тому було більш-менш захищене від ворожих вторгнень і в той же час займало зручні стратегічні позиції для наступу на сусідні держави і племена. Разом з тим на північному сході царства розташовувалося пустеля Гобі. До того ж держава не мало виходу до моря та Великої рівнини. Це зрештою призвело до більш агресивної зовнішньої політики.

## Населення
З VIII ст. до н. е. основною частиною населення були племінні групи жунів, які поступово китаїзувалися. З розширенням держави збільшувався китайський елемент, який згодом став превалювати. Практикувалося масове переселення населення та депортації. У IV ст. до н. е. населення становило близько 3 млн осіб.

## Військо
За загальною практикою співвідновлення цивільного та військового населення становило 1 до 5. Тому військо Цінь мало близько 600 тис. вояків. основу становили піхота, особливо в період Чуньцю. В подальшому значення набули колісниці та кіннота. Існували спеціальні облогові підрозділи, окремі загони лучників. Одним з правил цінського війська було знищення (страта) усіх полонених, яких іноді нараховувалося до 60-80 тис. вояків, а то й більше.

## Економіка
Основу становили землеробство, скотарство, ремісництво і торгівля. Землі царства, що лежать в басейнах річок Вейхе, Цзінхе і Лохе, були дуже родючими. Проводилися роботи з осушення боліт, що значно підвищувало врожайність. Скотарські районі розташовувалися на північному заході (розведення худоби займалися переважно нащадки племен жун і ді). Землі були багаті на залізо, мідь, ліс. Практикувалася практика колонізації, часто застосовувався такий метод: у захоплених землях виганялося місцеве населення, а в села та міста переселяли мешканців Цінь. 256 року до н. е. створено потужну іригаційну систему Дуцзян'янь, що сприяло розвитку землеробства.

Територією царства проходили важливі торговельні шляхи, і торгівля з сусідніми племенами стала одним із джерел його збагачення. Особливе значення для держави мала торгівля з північними племенами — посередниками в торгівлі інших китайських царств з країнами Середньої Азії. З Цінь вивозили переважно залізо і вироби з нього, сіль і шовк. Від скотарських племен півночі і північного заходу жителі Цінь отримувало шерсть, шкури та рабів. На південному заході держава Цінь торгувало з царствами Шу і Ба. У 264 році до н. е. з метою поліпшення пересування зведено канал Чжен Го, що з'єднав річки Цзінхе і Лохе. 

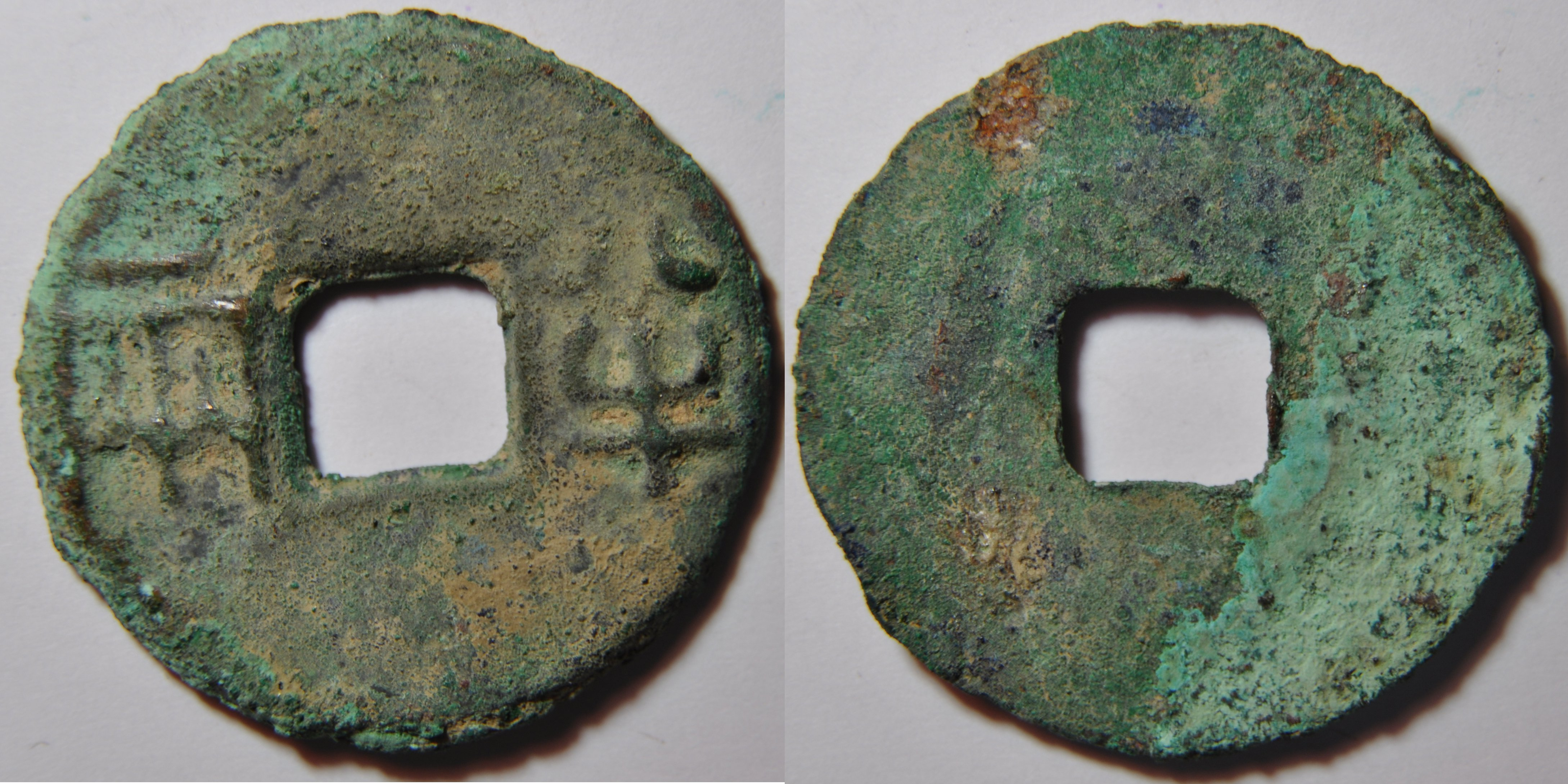
Гроші царства Цінь

У 334 році до н. е. впроваджено власні гроші.

## Право
У 760-х роках до н. е. були впроваджено за найбільш тяжкі злочини суворі покарання, яким піддавали і родичів винного за трьома лініями — по батькові, матері і дружині. З IV ст .до н. е. правова система стала ґрунтуватися на ідеях легізму.

## Культура

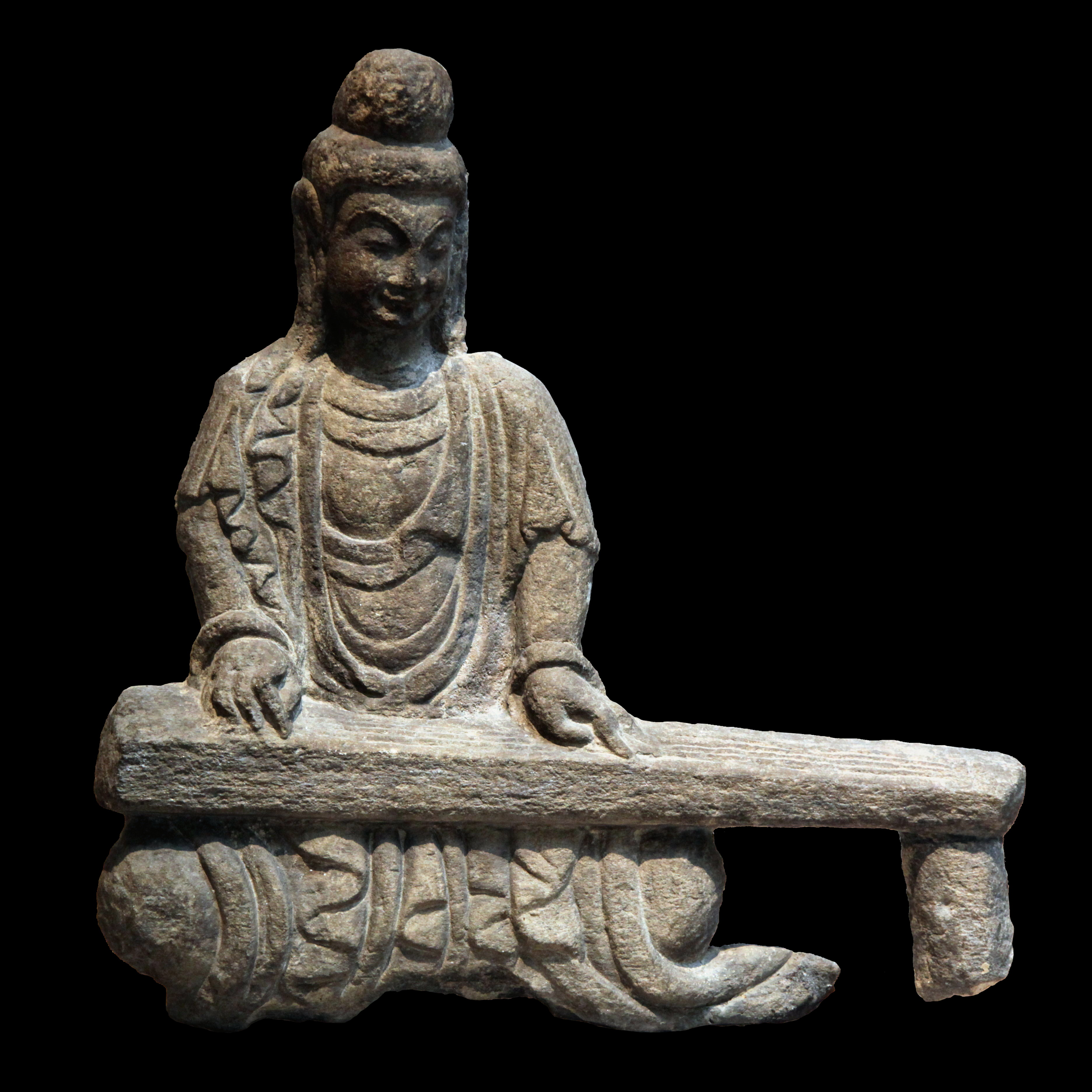
Гравець на лютні

Тривалий час було доволі відсталим в порівняні з іншими державами Китаю. З самого початку існування зберігався звичай вбивства й захоронення разом з паном або володарем його слуг та дружин (так, після смерті Му-гуна було вбито 177 осіб). Лише у 384 році до н. е. видано наказ, що забороняв ховати живих разом з померлими (перш за все це стосується наложниць та рабів).
Найбільшого розвитку набула музика, яка потребувалася в побуті, розвагах володарів і знаті, під час походів. Разом з тим філософія (окрім легістів) й література не набули значного розвитку.